# Шпилева Анастасія Андріївна
Анастасі́я Андрі́ївна Шпілєва́я (* 1999) — російська танцюристка на льоду українського походження.

## З життєпису
Народилася 1999 року в місті Одеса. Разом із партнером Григорієм Смирновим є чемпіонами «Bavarian Open» 2019 року, чемпіони юнацьких олімпійських  ігор-2016 та чемпіони Росії серед юніорів 2017 року.